# クラカコーポレーション
クラカコーポレーション株式会社は、岡山県倉敷市を拠点として、食品卸売・レジャー事業・所有地の不動産管理を主体として展開している。倉敷地方卸売市場にて青果物卸売を行う倉敷青果と同じクラカグループである。

## 概要
1932年創業の𠮷田商店から始まり、1989年クラカコーポレーション株式会社へ社名変更。
1998年にカット野菜の製造・販売を開始。
2012年岡山県産野菜を使用した「ぼっけぇうまいドレッシング」の販売を開始。倉敷市西中新田にダイヤモンドスクエアーというレジャー施設を所有しており、そこに直営のイタリアンレストラン「ダイヤモンドピザ＆コーヒー」がある。。
2019年には倉敷美観地区入り口に地元岡山の食材を使用した和食レストラン「ゆうなぎ倉敷本店」をオープンしている。